# Heinz Dieter Eßmann
Heinz Dieter Eßmann (* 17. November 1938 in Wolfenbüttel) ist ein deutscher Politiker (CDU).
Eßmann besuchte eine Realschule, machte danach eine Lehre als Großhandelskaufmann und Kfz-Mechaniker und schließlich eine Abendschulausbildung als Betriebswirt und Werbekaufmann. Er war als Prokurist und Marketingleiter in einer Unternehmensgruppe der Automobilbranche tätig. Zudem war er auch Vorsitzender des MTV Wolfenbüttel.
1966 trat Eßmann in die CDU ein. Dort gehörte er zunächst dem Niedersachsenrat der Jungen Union an, später war er im Bundesverteidigungsbeirat und im Bundesfachausschuss Sport vertreten. Er war auch Stadtverbandsvorsitzender der CDU in Wolfenbüttel. Dort war er ab 1972 Mitglied des Stadtrats und von 1974 bis 1996 Bürgermeister. Er war von 1968 bis 1996 auch Mitglied des Kreistages, wo er zeitweise Fraktionsvorsitzender war. Von 1994 bis 1998 saß Eßmann im Deutschen Bundestag. Er wurde über die Landesliste Niedersachsen gewählt.